# Ämmänsaari (ö i Satakunta, Norra Satakunta)
Ämmänsaari är en ö i Finland. Den ligger i sjön Karvianjärvi och i kommunen Karvia i den ekonomiska regionen  Norra Satakunta ekonomiska region  och landskapet Satakunta, i den sydvästra delen av landet, 260 km nordväst om huvudstaden Helsingfors. Öns area är 0,6 hektar och dess största längd är 130 meter i sydöst-nordvästlig riktning.